# Acostata
Acostata es un género de foraminífero bentónico de la subfamilia Cuneatinae, de la familia Hormosinidae, de la superfamilia Hormosinoidea, del suborden Hormosinina y del orden Lituolida. Su especie tipo es Reophax mariae. Su rango cronoestratigráfico abarca el Holoceno.

## Discusión
Clasificaciones previas incluían Acostata en el suborden Textulariina del orden Textulariida o en el orden Lituolida sin diferenciar el suborden Hormosinina.

## Clasificación
Acostata incluye a la siguiente especie:
- Acostata mariae